# Abdoulaye Ba
Abdoulaye Ba (ur. 1 stycznia 1991 w Saint-Louis) – senegalski piłkarz grający na pozycji środkowego obrońcy, zawodnik FC Arouca. Były reprezentant reprezentacji Senegalu.

## Życiorys
Jest bratem piłkarzy Mamadou Ba (koniec kariery piłkarskiej w 2019, ostatni klub G.D. Peniche) i Pape Samba Ba (bez klubu od 2012, ostatnio zawodnik KSZO Ostrowiec Świętokrzyski).

### Kariera klubowa
W latach 2010–2017 był zawodnikiem portugalskiego klubu FC Porto, skąd wypożyczony był do klubów: Sporting Covilhã, Académica Coimbra, Vitória SC, hiszpańskiego Rayo Vallecano, tureckich Fenerbahçe SK i Alanyaspor oraz niemieckiego TSV 1860 Monachium.
30 sierpnia 2017 podpisał kontrakt z hiszpańskim klubem Rayo Vallecano, umowa do 30 czerwca 2021; bez odstępnego. 

### Kariera reprezentacyjna
Był reprezentantem Senegalu w kategorii wiekowej U-23.
W seniorskiej reprezentacji Senegalu zadebiutował 29 lutego 2012 na stadionie Moses Mabhida Stadium (Durban, Południowa Afryka) w meczu towarzyskim przeciwko reprezentacji Południowej Afryki.

## Sukcesy

### Klubowe
FC Porto
- Zwycięzca Taça de Portugal: 2009/2010
- Zwycięzca Primeira Liga: 2012/2013
- Zdobywca drugiego miejsca Taça da Liga: 2009/2010, 2012/2013
- Zwycięzca Supertaça Cândido de Oliveira: 2009/2010, 2012/2013, 2013/2014
- Zdobywca drugiego miejsca Emirates Cup: 2013

Académica Coimbra
- Zwycięzca Taça de Portugal: 2011/2012

Fenerbahçe SK
- Zdobywca drugiego miejsca Süper Lig: 2015/2016
- Zdobywca drugiego miejsca w Pucharze Turcji: 2015/2016

Rayo Vallecano
- Zwycięzca Segunda División: 2017/2018